# Löwenbräu
 (juillet 2025).
Si vous disposez d'ouvrages ou d'articles de référence ou si vous connaissez des sites web de qualité traitant du thème abordé ici, merci de compléter l'article en donnant les références utiles à sa vérifiabilité et en les liant à la section « Notes et références ».
Cet article concerne la Löwenbräu Aktiengesellschaft à Munich.
 
Pour la brasserie de l'Allgäu, voir Meckatzer Löwenbräu. 
 
Pour l'ancienne brasserie de Zurich, voir Löwenbräu  Zurich (de). 
  
Pour la brasserie existante de Buttenheim en Haute-Franconie, voir Löwenbräu Buttenheim. 
 
Pour la brasserie familiale située à Aalen, en Souabe, voir Aalener Löwenbräu.

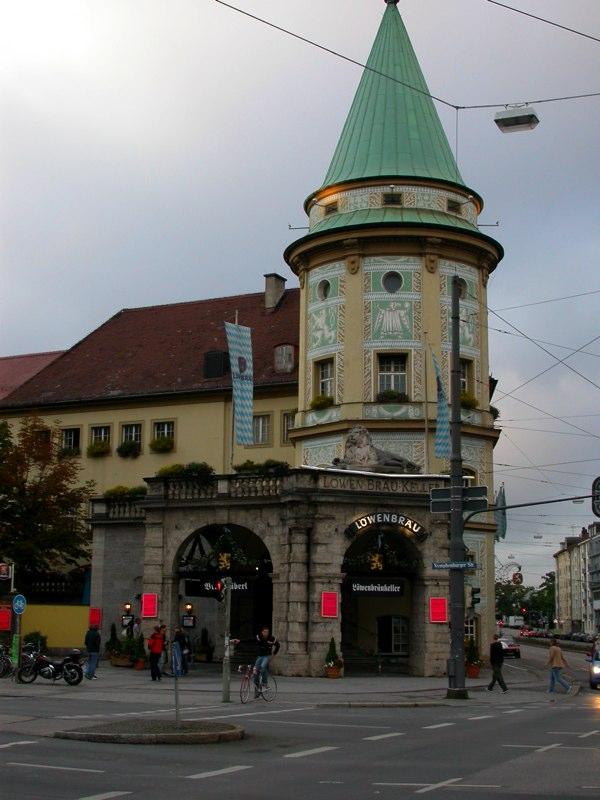
Le Bierpalast Löwenbräu, août 2006

Löwenbräu est une marque et une brasserie de Munich, faisant actuellement partie du groupe Anheuser-Busch InBev et produite par la brasserie Spaten-Franziskaner Bräu.
Löwenbräu signifie « bière du lion ». Il ne faut pas la confondre avec la brasserie et la bière suisse du même nom.

## Histoire
Löwenbräu a une longue histoire remontant à 1383 où on a brassé la première bière à l'auberge Zum Löwen (« Au lion »). Löwenbräu a été servie à chaque Oktoberfest de Munich depuis 1810 et est l'une des six brasseries autorisées à servir la bière au festival. Pendant l'Oktoberfest, Löwenbräu brasse une bière spéciale appelée « Wiesenbier » (allusion au lieu où se déroule l'Oktoberfest, le Theresienwiese), une bière blonde allemande fraîche et ambre-clair.
Cette brasserie est connue des historiens contemporains comme le lieu où en 1923 Hitler fomenta le putsch de la Brasserie.
C'est également dans cette brasserie que le 8 novembre 1942, Hitler, lors d'une réunion du parti nazi, a annoncé prématurément la chute de Stalingrad.
La brasserie de Löwenbräu a été bombardée pendant un raid aérien allié en 1945 puis reconstruite.  
En 1998, elle a fusionné avec la brasserie Spaten-Franziskaner. Depuis cette fusion, certains bâtiments ne sont plus utilisés. 
Jusqu'en 2002, la bière Löwenbräu a été vendue sur les marchés américains, brassée sous licence par Miller Brewing Company. Bien que la même recette ait été employée, le goût était différent de la version munichoise. Après 2002, Löwenbräu a commencé à exporter directement sa bière de Munich, améliorant énormément la qualité pour les buveurs américains. Pour se distinguer de la version Miller de la Löwenbräu, la version allemande est lancée sur le marché sous le nom de Löwenbräu Original. Certains en Amérique emploient toujours la prononciation anglicisée pour la Löwenbräu Original, alors que d'autres marquent cette distinction et utilisent la prononciation allemande pour désigner le produit allemand.

## Postérité
Le guitariste virtuose suédois, Yngwie Malmsteen composa le morceau "Overture 1383" en référence à la Löwenbräu.

## Bières

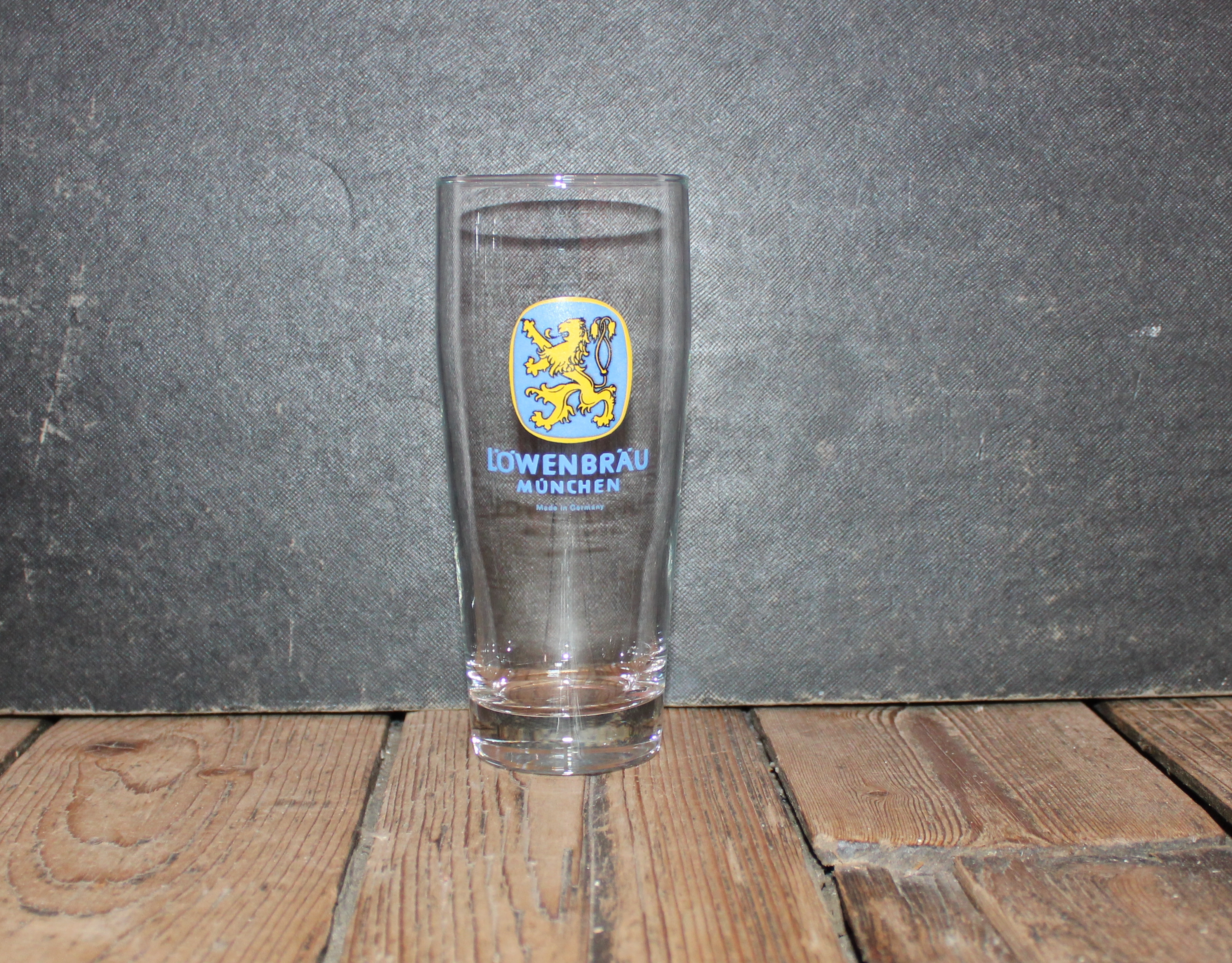
Verre à bière "Löwenbräu München".

Comme toutes les bières allemandes, les bières Löwenbräu sont brassées selon la Reinheitsgebot (loi s'occupant de la réglementation de la bière en Allemagne)
- Löwenbräu Original
- Löwenbräu Münchner Hell
- Löwenbräu Münchner Dunkel
- Löwenbräu Triumphator (Bockbier)
- Löwenbräu Alkoholfrei
- Löwenbräu Urtyp
- Löwenbräu Pils (früherer Markenname "der Löwenbräu")
- Löwenbräu Schwarze Weisse (Weizenbier)
- Löwenbräu Löwen Weisse Hell (Weizenbier)
- Löwenbräu Löwenmalz (Malztrunk)
- Löwenbräu Radler
- Löwenbräu Oktoberfestbier (Märzen)